# Ий сюр Тет
Ил сюр Тет (на френски: Ille-sur-Têt, [ij syʁ tɛt], звук) е град в южна Франция, част от департамента Източни Пиренеи на регион Окситания. Населението му е около 5 400 души (2018).
Разположен е на 150 метра надморска височина в долината на река Тет, на 23 километра западно от Перпинян и на 27 километра северно от границата с Испания. Селището е известно от Средновековието, като заедно с цялата област Русийон е присъединено към Франция през 1659 година. Днес то е център на малка агломерация, включваща още Корбер, Корбер ле Кабан и Сен Мишел дьо Лот.

## Известни личности
Родени в Ий сюр Тет
- Луи Амад (1915 – 1992), поет